# Primera División 1959-1960 (Spagna)
La Primera División 1959-1960 è stata la 29ª edizione della massima serie del campionato spagnolo di calcio, disputata tra il 13 settembre 1959 e il 17 aprile 1960 e concluso con la vittoria del Barcellona, al suo ottavo titolo, il secondo consecutivo.
Capocannoniere del torneo è stato Ferenc Puskás (Real Madrid) con 26 reti.

## Classifica finale
|       | Pos. | Squadra         | Pt | G  | V  | N | P  | GF | GS | DR  |
| ----- | ---- | --------------- | -- | -- | -- | - | -- | -- | -- | --- |
|       | 1.   | Barcellona      | 46 | 30 | 22 | 2 | 6  | 86 | 28 | +58 |
| [ 2 ] | 2.   | Real Madrid     | 46 | 30 | 21 | 4 | 5  | 92 | 36 | +56 |
|       | 3.   | Athletic Bilbao | 39 | 30 | 19 | 1 | 10 | 74 | 45 | +29 |
|       | 4.   | Siviglia        | 36 | 30 | 16 | 4 | 10 | 63 | 44 | +19 |
|       | 5.   | Atlético Madrid | 33 | 30 | 15 | 3 | 12 | 59 | 40 | +19 |
|       | 6.   | Real Oviedo     | 33 | 30 | 13 | 7 | 10 | 38 | 51 | -13 |
|       | 7.   | Real Betis      | 33 | 30 | 15 | 3 | 12 | 42 | 53 | -11 |
|       | 8.   | Español         | 30 | 30 | 11 | 8 | 11 | 33 | 29 | +4  |
|       | 9.   | Valencia        | 28 | 30 | 11 | 6 | 13 | 37 | 33 | +4  |
|       | 10.  | Elche           | 27 | 30 | 11 | 5 | 14 | 41 | 64 | -23 |
|       | 11.  | Real Saragozza  | 25 | 30 | 10 | 5 | 15 | 49 | 58 | -9  |
|       | 12.  | Granada         | 25 | 30 | 10 | 5 | 15 | 38 | 52 | -14 |
|       | 13.  | Real Valladolid | 25 | 30 | 11 | 3 | 16 | 48 | 61 | -13 |
|       | 14.  | Real Sociedad   | 23 | 30 | 10 | 3 | 17 | 41 | 61 | -20 |
|       | 15.  | Osasuna         | 18 | 30 | 8  | 2 | 20 | 42 | 75 | -33 |
|       | 16.  | Las Palmas      | 13 | 30 | 5  | 3 | 22 | 24 | 77 | -53 |

Legenda:
      Campione di Spagna, qualificato in Coppa dei Campioni 1960-1961 e invitato alla Coppa delle Fiere 1960-1961
      Qualificata in Coppa dei Campioni 1960-1961
  Partecipa agli spareggi interdivisionali.
      Retrocesse in Segunda División 1960-1961
Regolamento:
Due punti a vittoria, uno a pareggio, zero a sconfitta.
In caso di arrivo di due o più squadre a pari punti, la graduatoria verrà stilata secondo la classifica avulsa tra le squadre interessate che prevede, in ordine, i seguenti criteri:
- Punti negli scontri diretti.
- Differenza reti negli scontri diretti.
- Differenza reti generale.
- Reti realizzate in generale.

## Spareggi

### Spareggi interdivisionali
Agli spareggi interdivisionali si scontravano la 13ª e 14ª classificata in Primera División con le seconde classificate dei due gironi di Segunda División. Le squadre vincenti dei due incontri avevano diritto a partecipare alla stagione successiva di Primera División. Lo spareggio tra Real Sociedad e Córdoba ebbe bisongo di un'ulteriore gara in campo neutro per stabilire la squadra vincitrice.
|                 | Risultati |                 | Luogo e data                  |
| --------------- | --------- | --------------- | ----------------------------- |
| Celta Vigo      | 2-2       | Real Valladolid | Vigo, 22 maggio 1960          |
| Real Valladolid | 5-0       | Celta Vigo      | Valladolid, 29 maggio 1960    |
|                 |           |                 |                               |
| Real Sociedad   | 2-1       | Córdoba         | San Sebastián, 29 maggio 1960 |
| Córdoba         | 1-0       | Real Sociedad   | Cordova, 5 giugno 1960        |
| Real Sociedad   | 1-0       | Córdoba         | Madrid, 9 giugno 1960         |
|                 |           |                 |                               |

## Statistiche

### Squadre

#### Capoliste solitarie
|    | ——  | —— | ——  | ——  | —— | ——  | —— | ——  | ——  | ——  | ——  | ——          | ——          | ——          | ——          | ——          | ——          | ——          | ——          | ——          | ——          | ——          | ——          | ——          | ——  | ——  | ——  | ——  | ——  | —— |  |
|    | AtM |    | Bar | Bar |    | RMa |    | RMa |     | RMa |     | Real Madrid | Real Madrid | Real Madrid | Real Madrid | Real Madrid | Real Madrid | Real Madrid | Real Madrid | Real Madrid | Real Madrid | Real Madrid | Real Madrid | Real Madrid |     |     |     |     |     |    |  |
|    |     |    |     |     |    |     |    |     |     |     |     |             |             |             |             |             |             |             |             |             |             |             |             |             |     |     |     |     |     |    |  |
|    |     |    |     |     |    |     |    |     |     |     |     |             |             |             |             |             |             |             |             |             |             |             |             |             |     |     |     |     |     |    |  |
| 1ª | 2ª  | 3ª | 4ª  | 5ª  | 6ª | 7ª  | 8ª | 9ª  | 10ª | 11ª | 12ª | 13ª         | 14ª         | 15ª         | 16ª         | 17ª         | 18ª         | 19ª         | 20ª         | 21ª         | 22ª         | 23ª         | 24ª         | 25ª         | 26ª | 27ª | 28ª | 29ª | 30ª |    |  |